# 九德
九德：古谓贤人所具备的九种优良品格。九德内容，说法不一。或称具有九德的人。亦可谓九功之德。

## 先秦两汉典籍记载
亦行有九德：宽而栗，柔而立，愿而恭，治而敬，扰而毅，直而温，简而廉，刚而塞，强而义。彰厥有常，吉哉！——《尚书.皋陶谟》
皋陶曰：“于！在知人，在安民。”禹曰：“吁！皆若是，惟帝其难之。知人则智，能官人；能安民则惠，黎民怀之。能知能惠，何忧乎驩兜，何迁乎有苗，何畏乎巧言善色佞人？”皋陶曰：“然，于！亦行有九德，亦言其有德。”乃言曰：“始事事，宽而栗，柔而立，愿而共，治而敬，扰而毅，直而温，简而廉，刚而实，强而义，章其有常，吉哉。日宣三德，蚤夜翊明有家。日严振敬六德，亮采有国。翕受普施，九德咸事，俊乂在官，百吏肃谨。毋教邪淫奇谋。非其人居其官，是谓乱天事。天讨有罪，五刑五用哉。吾言厎可行乎？”禹曰：“女言致可绩行。”皋陶曰：“余未有知，思赞道哉。”——《史记.夏本记》
九德：忠﹑信﹑敬﹑刚﹑柔﹑和﹑固﹑贞﹑顺。——《逸周书．常训》
心能制义曰度，德正应和曰莫，照临四方曰明，勤施无私曰类，教诲不倦曰长，赏庆刑威曰君，慈和徧服曰顺，择善而从之曰比，经纬天地曰文。九德不愆，作事无悔。——《左传．昭公二十八年》

## 部分译文及注释
“宽而栗”：待人宽厚而谨敬战栗。宽：宽宏，宽厚，宽容。栗：敬慎，慎察、知务。
“柔而立”：处事方式柔和而又有主见。柔：仁民爱物的仁者情怀。立：有独立见解，敢于坚持，不动摇。
“愿而恭”：与人随和又庄重。愿：质朴，恭谨，随和。恭：庄重。
“治而敬”：有治国之才又能慎重。  敬：做事严肃认真，不苟且，恭敬。
“扰而毅”：耐心随顺又果敢坚定。扰：驯，顺。毅：果决，有韧性。
“直而温”：正直而色温和。直：正直，率直，耿直。温：温和，温厚。
“简而廉”：处事通达而公正廉明。简：简惠，宽大仁爱。廉，有操守，不苟且。
“刚而塞”：刚正而又扎实。刚：刚强，刚毅，刚健。
“强而义”：坚强而又符合道义。
章厥有常，吉哉：以上九项倘能做得好，又能长久坚持，那就好极了。章：通“彰”，明显。常：指持之以恒。吉：善。

## 引文
1. ↑  《史记集解》：“孔安国曰：『性宽弘而能庄栗。』”
2. ↑  《史记集解》：“孔安国曰：『和柔而能立事。』”
3. ↑  《史记.夏本纪》为“愿而共”。
4. ↑  《史记集解》：“孔安国曰：『悫愿而恭敬。』”
5. ↑  《史记.夏本纪》为“治而敬”。治:治理，管理。
6. ↑  《史记集解》：徐广曰：“扰，一作‘柔’。”骃案：孔安国曰“扰，顺也。致果为毅”。
7. ↑  《史记.夏本纪》为“刚而实”。实:坚实，坚强。
8. ↑  《史记.夏本纪》为“章其有常”。
9. ↑  《史记集解》：“孔安国曰：『章，明也。吉，善也。』”